# Чеверлі (Меріленд)
Чеверлі (англ. Cheverly) — місто (англ. town) в США, в окрузі Графство принца Георга штату Меріленд. Населення — 6170 осіб (2020).

## Географія
Чеверлі розташоване за координатами 38°55′33″ пн. ш. 76°54′48″ зх. д. / 38.92583° пн. ш. 76.91333° зх. д. (38.925931, -76.913468).  За даними Бюро перепису населення США в 2010 році місто мало площу 3,51 км², з яких 3,51 км² — суходіл та 0,00 км² — водойми.

## Демографія
Згідно з переписом 2010 року, у місті мешкали 6173 особи в 2287 домогосподарствах у складі 1568 родин. Густота населення становила 1760 осіб/км².  Було 2395 помешкань (683/км²).
Расовий склад населення:
| - 57,1 % — чорних або афроамериканців - 32,4 % — білих - 1,7 % — азіатів - 0,1 % — корінних американців - 5,3 % — осіб інших рас |

До двох чи більше рас належало 3,4 %. Частка іспаномовних становила 10,5 % від усіх жителів.
За віковим діапазоном населення розподілялося таким чином: 23,6 % — особи молодші 18 років, 67,9 % — особи у віці 18—64 років, 8,5 % — особи у віці 65 років та старші. Медіана віку мешканця становила 37,8 року. На 100 осіб жіночої статі у місті припадало 102,3 чоловіків;  на 100 жінок у віці від 18 років та старших — 98,1 чоловіків також старших 18 років.
Середній дохід на одне домашнє господарство  становив 106 436 доларів США (медіана — 97 151), а середній дохід на одну сім'ю — 115 288 доларів (медіана — 111 007). Медіана доходів становила 60 694 долари для чоловіків та 66 100 доларів для жінок. За межею бідності перебувало 6,9 % осіб, у тому числі 7,3 % дітей у віці до 18 років та 6,2 % осіб у віці 65 років та старших.
Цивільне працевлаштоване населення становило 3324 особи. Основні галузі зайнятості: освіта, охорона здоров'я та соціальна допомога — 27,0 %, публічна адміністрація — 14,9 %, мистецтво, розваги та відпочинок — 14,3 %.